# قصبة قصر الحمراء
القصبة هي قلعة تقع في الطرف الغربي من قصر الحمراء في غرناطة في إسبانيا.  وهو أقدم جزء باقٍ من قصر الحمراء، وقد بناه محمد الأول بن الأحمر، مؤسس السلالة النصرية بعد عام 1238.   وهي تقع في موقع قلعة سابقة بنتها طائفة غرناطة في القرن الحادي عشر. 